# Franco Mussida
Franco Mussida (Milano, 21 marzo 1947) è un chitarrista, compositore e cantautore italiano.
Virtuoso dello strumento, è noto per essere stato uno dei membri fondatori della Premiata Forneria Marconi, di cui ha firmato molti successi, tra cui Impressioni di settembre e, nell'ambito dell'arrangiamento e della produzione, molti dei brani di Fabrizio De André rivisti dal gruppo stesso. È autore di progetti musicali legati al teatro e al mondo delle arti concrete (pittura e scultura) nonché scultore egli stesso dei Padelloni. È inoltre un ricercatore nell'ambito della pedagogia artistica e della comunicazione musicale.

## Biografia

### Inizi e studi
Impara a suonare la chitarra da solo a 9 anni, di nascosto, copiando i gesti del padre appassionato di musica. Scoperto, viene mandato dai genitori in una scuola privata dove studia chitarra classica per 5 anni. Nel frattempo perfeziona da autodidatta la sua tecnica sulla chitarra elettrica e i suoi tanti linguaggi.
Completata nel 1961 l'allora scuola dell'obbligo (medie a orientamento industriale), all'età di soli 14 anni fa la sua prima tournée europea per le comunità italiane all'estero in un gruppo dal nome “Tutto per i Ragazzi”. A 30 anni, quando è già un musicista affermato, riprende privatamente gli studi perfezionandosi nella chitarra classica.

### I primi successi
Nel 1967 fa parte dei Grifoni di Gian Pieretti e Ricky Gianco, che poi cambierà nome in “Quelli”.
Il loro primo vero successo fu “La Bambolina”, versione italiana di un noto brano di Michel Polnareff.
Dopo aver svolto il servizio militare in Marina nel biennio 1968-69 ritorna nel gruppo. Nel contempo svolge il lavoro di turnista, partecipando alle registrazioni di decine di dischi per i più grandi artisti e gruppi dell'epoca, tra cui Fabrizio De André (“La Buona Novella”), Lucio Battisti (“Mi ritorni in mente”, “Emozioni”, “Il tempo di morire” e la celeberrima “La canzone del sole”), Paolo Conte (“Bartali”), Francesco Guccini (“L'isola non trovata”), Angelo Branduardi (“Il ladro”), Adriano Celentano, i Nomadi, i Camaleonti, Al Bano, …
In quell'anno, con i compagni di molte sessioni di registrazione Di Cioccio, Premoli e Piazza, dà vita a un altro progetto, i “Krel”, che si ispiravano alla musica dei Vanilla Fudge. Nel 1971 dalla stessa formazione (con l'aggiunta di Mauro Pagani) nasce la Premiata Forneria Marconi.

### La Premiata Forneria Marconi
Con la Premiata Forneria Marconi inizia a farsi conoscere vincendo il primo premio al Festival di Avanguardia e Nuove tendenze di Viareggio con La carrozza di Hans, brano scritto da Mussida divenuto uno dei loro più grandi successi. A completare il primo 45 giri ci sarà Impressioni di settembre, da lui composto nel settembre del 1971, poi rivestito dal testo di Mogol-Pagani. Fino al 1986 (anno in cui i componenti prenderanno temporaneamente altre strade) e poi di nuovo dal 1996 a oggi, Mussida contribuirà alla maggior parte del repertorio della formazione con altri successi quali “È festa”, “River of Life” (con testo di Pete Sinfield), “Dolcissima Maria”, “Chocolate Kings”, “Peninsula”, “QT8”, “Ulisse”, “Ore”, “Non Guardarmi” (dall'opera rock “Dracula”), “Il sogno di Leonardo”. A tali brani, contenuti in una produzione che raggiunge la ventina di dischi per un totale di oltre 5 milioni di copie vendute in tutto il mondo, si affiancheranno celebri improvvisazioni chitarristiche live come “Altaloma” in Live in USA, in “Amico Fragile” nell'album con Fabrizio De Andrè, “Cyber Alpha” da Stati di Immaginazione e quello nell'esibizione sanremese della versione rivista dal gruppo del brano di Roberto Vecchioni “Chiamami ancora amore”, che successivamente vincerà il Festival.
Con la Premiata Forneria Marconi, Mussida si esibirà nei maggiori templi della musica live mondiale (come per esempio la Royal Albert Hall di Londra e il Madison Square Garden di New York) e al fianco dei più importanti gruppi del panorama musicale internazionale, quali Beach Boys, Emerson, Lake & Palmer, ZZ Top, Carlos Santana, Ian Anderson dei Jethro Tull e molti altri.
Negli ultimi anni il percorso con la Premiata Forneria Marconi si è orientato alla fusione e alla ricerca, con progetti quali Serendipity (prodotto da Corrado Rustici e realizzato con la collaborazione di artisti quali Fernanda Pivano, Franco Battiato e Daniele Silvestri), Dracula - Opera rock per la produzione di David Zard, Stati di Immaginazione (il primo progetto interamente strumentale), AD2010 La Buona Novella (rilettura con nuovi arrangiamenti del concept album di un giovane Fabrizio De André) e nel 2011 PFM In Classic, nella quale il gruppo propone brani sinfonici classici (tra i quali alcuni di Mozart, Dvořák, Mahler, Saint-Saëns) anche inserendo composizioni originali che dialogano con la partitura e l'orchestrazione originaria.
Il 14 marzo 2015 annuncia l'uscita dalla Premiata Forneria Marconi per dedicarsi a tempo pieno al CPM Music Institute, al progetto CO2 sviluppato in collaborazione con la SIAE e alle sue sculture e installazioni d'arte.
L'ultimo concerto con la formazione è avvenuto il 29 aprile 2015 presso il Teatro Olimpico di Roma.

### Come autore
Durante gli anni di silenzio della Premiata Forneria Marconi e a seguito dell'esperienza vissuta nell'insegnamento all'interno di carceri e comunità, nel 1991 Mussida pubblica l'album solista I Racconti dalla Tenda Rossa, un disco riflessivo e intimo. Con il brano Radici di terra partecipò al Festival Bar. A questo percorso di espressione personale si affianca l'accostamento della sua musica ad altre arti. È il caso di quelle realizzate per il pittore Tino Stefanoni (La stanza della pittura).
Nel 1997 scrive la Sinfonia Popolare per 1000 Chitarre, un'opera che impegna di volta in volta un numero variabile di persone e che nella sua massima ampiezza (concerto in Piazza Duomo a Milano, 1999) ha raggiunto le 1350 persone tra chitarre, coro e strumentisti diversi. È un'opera in tre atti di matrice etnico-popolare pensata per aggregare i giovani studenti, gli appassionati della musica e i musicisti più esperti. È stata rappresentata fino ad ora in 7 edizioni, la prima nel 1997 a Verona in Piazza Bra.
Dal 2010 a oggi ha poi collaborato con il mondo del teatro, scrivendo le musiche per l'adattamento di “Scene da un Matrimonio” di Ingmar Bergman a opera di Alessandro D’Alatri, prodotto dal teatro dell'Aquila. A questo lavoro seguirà quello per Gabriele Lavia e il Teatro di Roma nella messa in scena di “I Masnadieri” di Friedrich Schiller, la cui produzione è stata curata dal figlio Sandro.
Nel 2013 esce il saggio con CD Il Lavoro del Musicista Immaginativo (in edizione limitata a 999 copie numerate e autografate) che prende spunto dal lavoro fatto per Scene da un matrimonio di Bergman e descrive il rapporto tra musicista e composizione accostando le riflessioni all'ascolto di 15 brani da loro generati.
Ricercare nel mare dell'inquietudine e della paura è un breve frammento per chitarra classica da lui composto ed eseguito sul disco d'esordio del gruppo Christadoro, pubblicato nel gennaio 2017. Il pezzo fa da introduzione alla versione del brano "L'ombra della luce" di Franco Battiato proposta dal quintetto.

### Sculture e altre opere
A luglio 2012 Mussida ha presentato ufficialmente il suo nuovo progetto artistico, stavolta nell'arte scultorea. Inizialmente denominate 'Padelloni', queste sculture di ceramica ricoperte di oro zecchino, platino e rame del diametro di 30 centimetri rappresentano un gioco di significati tra il simbolo della cottura domestica e il ‘cibo per l'anima', ossia la musica (il termine ‘padellone’ stesso è un modo popolare degli anni '70 di definire i dischi in vinile a 33 giri). Questa fusione è sottolineata dai simboli di derivazione musicale incisi sul manico e da un CD incastonato al centro, contenente una serie di musiche originali suonate da Mussida stesso.
Il 15 luglio 2013 presso la Galleria d'Arte Contemporanea (presso il Museo di Stato di San Francesco) nella Repubblica di San Marino è stata inaugurata la mostra L'Altro Mondo, un connubio di scultura e suggestioni sonore legate al mondo degli intervalli musicali e i loro effetti sulle emozioni e i sentimenti. Nella stessa cornice è stato presentato inoltre il volume La Musica ignorata (ed. Skira). A seguire, un nuovo ciclo di opere dal titolo Musica: respiro celeste è stato esposto nel mese di giugno 2015 presso lo spazio Illy Artlab alla Triennale di Milano .
Per queste opere Mussida riceve nel Novembre 2013 il premio "Lorenzo il Magnifico" alla IX Biennale di Firenze.
Il 5 settembre 2015 viene inaugurata alla Splash&Spa di Rivera (CH) l'installazione Suono di Sole, sette dipinti risonanti che diffondono una composizione di 24 ore per cori e orchestra legata ai movimenti del Sole e delle stagioni.

## Ricerca accademica e insegnamento
Verso la fine degli anni '70, contemporaneamente alla ripresa degli studi musicali, inizia a interessarsi anche alla filosofia, antroposofia e pedagogia, dedicandosi all'osservazione e allo studio degli aspetti emozionali della musica, del linguaggio sonoro non verbale e degli aspetti specifici legati agli effetti della comunicazione musicale. In questo campo promuove tuttora sperimentazioni originali, riversando molto di tutto ciò nel progetto didattico formativo del CPM Music Institute, scuola da lui fondata nel 1984.
Negli anni questa ricerca si è spesso tramutata in momenti d'incontro e formazione accademica, con la docenza presso l'Università di Chieti del corso di “Caratteristiche della Comunicazione Emozionale” e la realizzazione di diversi stage e incontri presso le più importanti università italiane (Università di Roma, Cattolica di Milano e Brescia). In tali occasioni viene affrontato il tema della comunicazione musicale e dell'importanza della musica come linguaggio non verbale, ma anche come vero e proprio strumento di terapia in ambiti di disagio. Numerose anche le conferenze sui rapporti tra Musica e uomo anche in ambiti non strettamente artistici, come per esempio l'incontro avvenuto durante Expo Milano 2015 a titolo La Musica come nutrimento naturale dell'anima, tenutosi il 19 settembre 2015 al Parco della Biodiversità presso Expo.
Tra il 2008 e il 2009 ha inoltre diretto i corsi per SanremoLab.

### Musica nel territorio del disagio
Nel 1987, coinvolto dal prof. Garavaglia, responsabile del gruppo di Psicoterapia del carcere di San Vittore a Milano, progetta e conduce un'iniziativa per riavvicinare i detenuti alla società. Con l'ausilio organizzativo del CPM, Mussida realizza per la prima volta nel carcere un laboratorio sperimentale musicale nel raggio dei tossicodipendenti. È un'esperienza che lo segnerà molto, ma che gli darà modo di sperimentare un altro tipo di palcoscenico, che gli consentirà di vivere e utilizzare la musica sotto una luce diversa, come strumento di crescita interiore, compensazione e consolazione. Nei sette anni di lavoro anche bisettimanale svolto presso il carcere, centinaia di ragazzi hanno avuto la possibilità di “evadere” grazie alla musica, partecipando a manifestazioni anche fuori dalle mura della struttura. Questo progetto è stato poi avviato presso altre carceri della Lombardia (Pavia, Busto Arsizio, Como, Brescia, Vigevano e Monza).

### Exodus
Assieme ai laboratori nelle carceri, Mussida avvia anche una collaborazione con la Comunità Exodus di don Antonio Mazzi sempre sul tema del disagio e del ruolo importante che la musica ha per superarlo. Questa comunione d'intenti porterà alla creazione di laboratori musicali per la comunità e a corsi per la formazione di “operatori musicali nell'area del disagio giovanile” i cui docenti saranno lo stesso don Mazzi oltre a don Rigoldi e direttori e operatori di Asl, di istituti di pena e comunità, musicisti, compositori e psicologi.
Dopo l'esperienza del CD Fatto per un mondo migliore verrà attivato presso Exodus un progetto musicale sperimentale che porterà alla fondazione di un coro permanente e alla registrazione di un album (Un Mondo Perfetto) interamente interpretato dai ragazzi della comunità.

### Il CPM
Fondato nel 1984 da Mussida assieme all'allora presidente della Scuola steineriana di Milano, il CPM-Centro Professione Musica nasce per formare i tanti ragazzi che vogliono vivere di musica, specie nell'ambito dei linguaggi popolari e del jazz. Partendo da un seminterrato di 700 m² fino a diventare una delle realtà formative più importanti d'Italia (oggi si estende su 2500 m² ed è attrezzata con un teatro interno, studi di registrazione e circa 30 aule frequentate da 500 allievi), tale struttura si presenta come uno dei capisaldi del lavoro sulla formazione di Mussida.
In un ambiente che si può decisamente definire familiare (anche perché nella scuola lavorano sia la moglie Loredana sia i figli Francesco e Sandro), gli studenti entrano in contatto non solo con importanti musicisti, ma anche con una serie di stimoli che danno maggiore consapevolezza al loro lavoro. Stimoli che danno una visione più aperta della comunicazione emozionale che la musica ha sulle persone che la fruiscono.
È in quest'ottica che nel 2002 il CPM riceve l'attestato di benemerenza del Comune di Milano per le attività svolte a favore dei giovani.
Dal 2003 al CPM si appoggia anche il progetto Creamusica, prima iniziativa di scouting musicale promossa dalla Regione Lombardia alla quale hanno aderito oltre 2000 ragazzi della Regione con 630 progetti. Il progetto prosegue tuttora nella scuola e produce ogni anno un CD con brani originali scritti e interpretati dagli allievi.

### Progetti per il sociale
Nel 1996 viene chiamato dall'Acnur per creare un progetto per la raccolta di fondi. Nasce così Fatto Per un Mondo Migliore, un CD che propone dei duetti di artisti quali Fabrizio De André, Angelo Branduardi, Eugenio Finardi, Fabio Concato, Samuele Bersani e moltissimi altri, con la partecipazione dei ragazzi della comunità Exodus e dei detenuti del raggio dei tossicodipendenti di San Vittore. Il progetto sarà un successo con 150 000 copie vendute che finanzierà poi un progetto informatico per la riunione delle famiglie disperse della ex-Jugoslavia.
Nel 2005 sarà la catena di informatica Mediaworld a chiedergli la realizzazione di un disco contenente alcuni inediti e cover da far cantare ai propri dipendenti, al fine di finanziare un progetto internazionale del Cesvi, la costruzione di una casa per ospitare donne sudafricane che hanno subito violenza.

## Didattica editoriale e pubblicazioni
Dal 1993 a oggi, Mussida si è dedicato anche in campo editoriale alla diffusione della musica, sia per conto di grandi case editrici (Carish, Fabbri Editori) sia tramite il CPM fino alla fondazione di una propria casa, la Mussida Music Publishing. L'importanza dell'apporto in questo campo gli varrà nel 2005 il riconoscimento da parte della SIAE per il contributo alla didattica e alla promozione della musica tra i giovani.
Tra i progetti, che hanno visto il contributo di importanti musicisti ospiti e di frequente di insegnanti e studenti del CPM, si trovano per esempio opere monografiche interattive sui singoli strumenti (chitarra, batteria, tastiere) come le Enciclopedie Didattiche Multimediali ma anche giochi da tavolo come Il grande gioco della musica, CD-ROM orientati alle famiglie come Music Word Rock e Music Word Jazz.
Nel 2013 pubblica con Skira Edizioni il libro La musica ignorata. Musicisti e ascoltatori, che raccoglie quarantuno tavole a colori che riprendono sculture, modelli e quadri legati al lavoro visuale del musicista sui poteri del suono e dell'intervallo musicale.
Nel 2016 pubblica con la Sandro Teti Editore il libro La musica è fortuna, un bilancio personale e una riflessione sulla sua intera opera artistica, in tutte le sue forme espressive, dalla poesia all'arte visiva, dalla Premiata Forneria Marconi all'impegno nel sociale.
Al continuo affinamento delle opere esistenti oggi si è aggiunto il MyGuitarShow, un'applicazione di didattica e intrattenimento che permette l'acquisto di video-guide per lo studio di singoli brani celebri della storia della musica leggera.

## Discografia

### Da solista
- 1991 - Racconti della tenda rossa
- 1995 - Accordo
- 1997 - Sinfonia Popolare per 1000 Chitarre
- 2022 - Il Pianeta Della Musica e il viaggio di Iòtu